# Ривьера Майя

Расположение Ривьера Майя

Ривьера Майя (исп. Riviera Maya, Майянская Ривьера или Берег Майя) — прибрежная туристическая зона на карибском побережье полуострова Юкатан в Мексике. Находится на территории штата Кинтана-Роо и лежит к югу от Канкуна, начиная от Пуэрто-Морелос в своей северной части, до Пунта-Альен в южной. Общая протяжённость около 140 км.

## Общие сведения

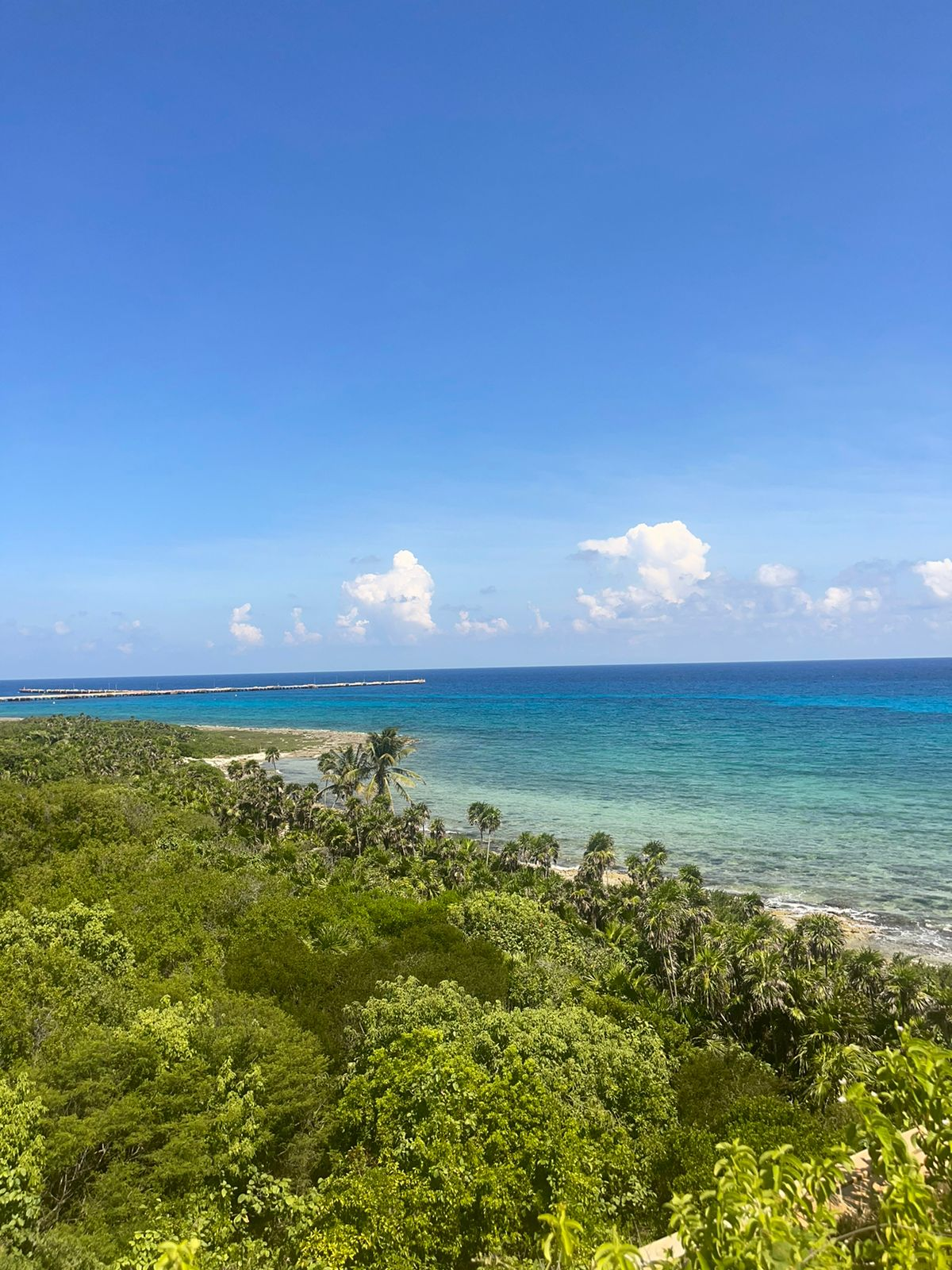
Леса и побережья на ривьере Майя

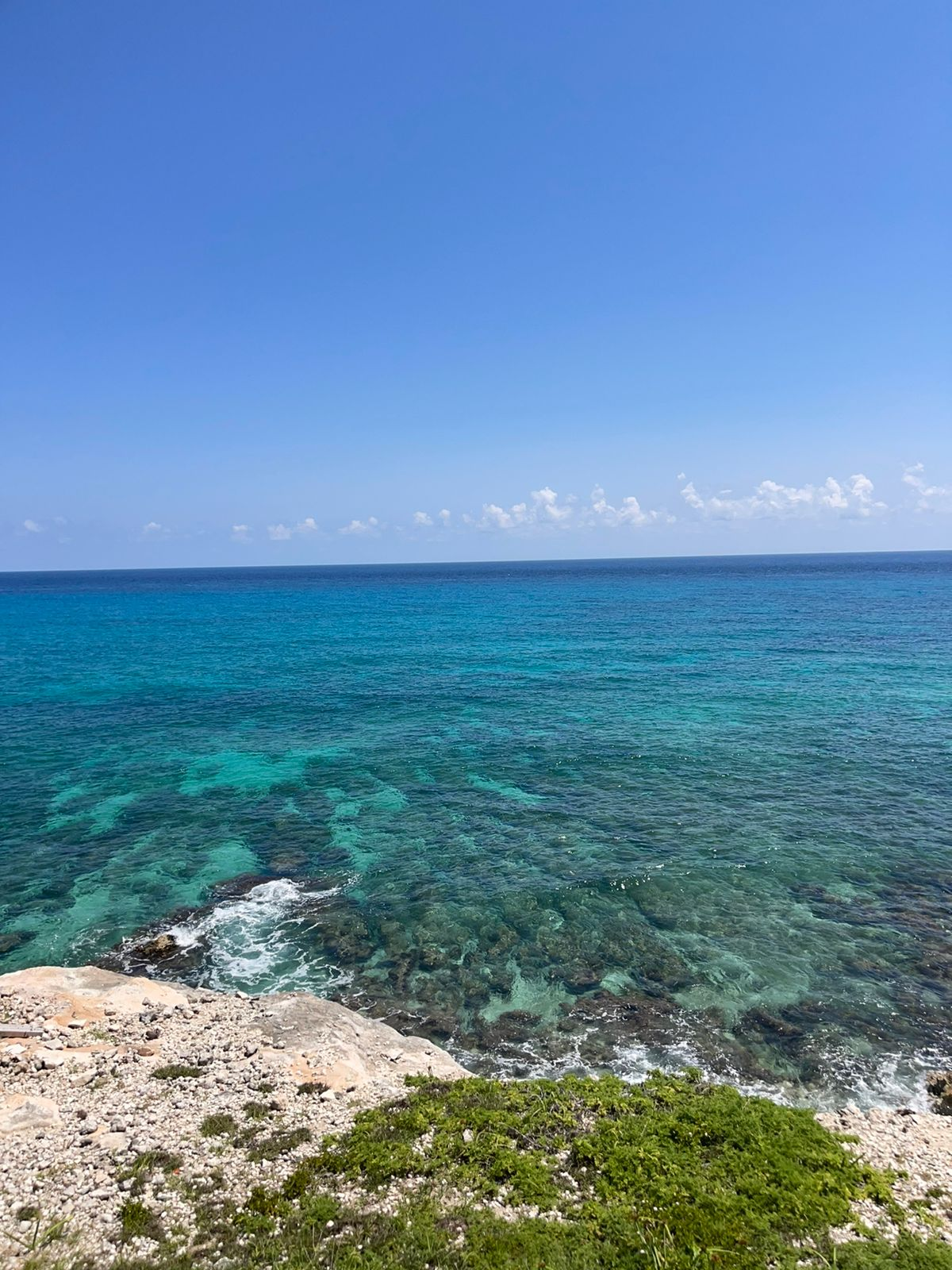
Морское побережье в штате Кинтана-Роо

Ривьера Майя находится на востоке штата Кинтана-Роо. В настоящее время представляет собой курортную зону. Основные курорты — Плая-дель-Кармен и остров Косумель.
Город Плая-дель-Кармен находится в центре Ривьеры Майя, в 70 км к югу от Канкуна. Косумель, самый крупный остров Мексики, расположен в 19 км к востоку от побережья.
Это побережье начали осваивать сравнительно недавно, когда в Канкуне закончились свободные территории для постройки гостиниц.
Сейчас на Ривьера Майя построено более 368 отелей.

## Климат
Тёплая и солнечная погода в течение всего года с максимальной среднегодовой температурой воздуха 30 °C. Средняя температура воды 25 °C. Сухой сезон с ноября по апрель.

## Достопримечательности
- Сиан-Каан исп. Sian Ka’an) — биосферный заповедник. Имеет статус национального парка с января 1986 года и статус объекта Всемирного наследия ЮНЕСКО с 1987 г. На языке индейцев майя, цивилизация которых располагалась на полуострове Юкатан, Sian Ka’an означает «там, где начинается небо».
- Сак-Актун — одна из наиболее длинных исследованных и занесенных на карту подземных систем рек мира (более 230 км). Здесь до сих пор находят остатки саблезубых тигров, мамонтов и доисторических предков человека. В 2014 г. здесь нашли скелет самого древнего человека на Американском континенте.
- Остров Женщин — красивый карибский остров, находящийся в 15 км от Канкуна, длина 7 км и ширина от 500 метров до 3-х км. Знаменит подводным музеем, пляжами, уникальной архитектурой и как место где происходит одно из самых больших скоплений китовых акул в мире.
- Остров Косумель — остров находящийся напротив города Плая-дель-Кармен, протяженностью 48 км. Знаменит своими дикими пляжами, национальными природными парками, дайвингом и сноркелингом.

## Туристические зоны
- Пуэрто-Авентурас (Puerto Aventuras) — расположен в центре Ривьеры-Майя. Место для любителей парусного спорта, дайвинга. Коралловый риф расположен в ста метрах от берега. Основной пляж — Fatima Bay, протяжённостью почти 2,5 км.
- Шпу-Ха (Xpu Há) — природный пляж протяженностью несколько километров, расположенный в 90 км от Канкуна. Здесь есть природное подземное озеро.
- Акумаль (Akumal) — небольшой живописный пляж с белоснежным песком. Много морских черепах.
- Тулум (Tulum) — городок знаменитый своей первозданной природной красотой.
- Xcacel — пляж с белоснежным песком и мангровыми рощами на берегу. С ноября по май на пляже откладывают яйца редкие морские черепахи каретта-каретта.